# Heinrich Eberhard Gottlob Paulus
Pour les articles homonymes, voir Paulus.
Heinrich Eberhard Gottlob Paulus, (né à Leonberg, près de Stuttgart le 1er septembre 1761, mort à Heidelberg en Grand-duché de Bade le 10 août 1851), est un théologien et exégète biblique allemand. Rationaliste, il est notamment connu pour avoir proposé des explications naturelles aux miracles bibliques de Jésus.

## Biographie
Il commença ses études à l'université de Tübingen, et les poursuivit à Göttingen, où il s'intéressa surtout aux langues orientales et à la théologie. Puis, pour se perfectionner, il fit quelques voyages à l'étranger, notamment à Londres et à Paris. Il commença sa carrière d'enseignant en 1789 comme professeur de théologie et de langues orientales à l'université d'Iéna, où il entra en relation étroite avec Schiller, qui y était aussi professeur, et avec Goethe et Voigt. L'interprétation des livres de la Bible au point de vue historique et psychologique devint l'objet principal de ses travaux. Il fit paraître en 1791 la Clef des psaumes, suivie deux ans plus tard par la Clef d'Isaïe. Une publication plus importante fut celle de son Commentaire philologico-critique et historique sur le Nouveau Testament (1800). Entre-temps, en 1792, la mort de Döderlein, titulaire de la chaire de théologie d'Iéna, lui permit d'être promu à ce poste ; mais des raisons de santé le décidèrent à accepter, quelques années plus tard, en 1803, le même emploi à l'université de Wurtzbourg.
En 1808, la Faculté de théologie protestante de Wurtzbourg fut supprimée, obligeant Paulus à quitter cette ville. Il remplit un moment des fonctions dans l'administration de l'instruction publique et des cultes à Bamberg, à Nuremberg puis à Ansbach, avant de rentrer de nouveau dans la carrière académique en devenant, en 1811, professeur d'exégèse et d'histoire ecclésiastique à l'université de Heidelberg, poste qu'il conserva jusqu'en 1844. En 1816, il contribua à faire admettre Hegel comme professeur dans cette université, et sa théologie rationaliste  exerça une influence considérable sur celle de Hegel. Il eut comme élève en 1823 Ludwig Feuerbach, et il fut sans doute l'un de ceux qui le firent hésiter entre philosophie et théologie.
Le mouvement politique qui se produisit après 1815 attira Paulus. Il fut l'un des fondateurs et des principaux rédacteurs du Sophronizon, journal historique et publiciste (1819-1829), qui fit sensation par la manière nette et substantielle avec laquelle il traitait les questions du moment. Paulus prit aussi une part active à deux journaux théologiques, la Fidèle Pensée (1825-1829) et les Éclaircissements ecclésiastiques (1827). Ces publications, favorables à une certaine liberté de penser, essayant de concilier la raison avec la foi, faisaient une guerre soutenue aux jésuites et aux mystiques.
Mais la réputation de Paulus ne se fit pas sur ces productions éphémères, mais sur ses nombreux ouvrages de théologie. Les publications de plusieurs d'entre eux firent sensation, et certaines lui causèrent même des difficultés comme, en 1843, celle des Leçons de Schelling sur la révélation. En tant que luthérien du siècle des Lumières, il croyait fermement à l’autonomie et à la liberté de l'individu face aux dogmes de l'Église grâce à la raison. Et ses opinions sur l'authenticité des livres de la Bible, sur les origines du christianisme, sur les difficultés que soulève l'explication de divers passages des livres saints, firent scandale lorsqu'il les exposa. Il porta plus loin que ne l'avaient fait Michaëlis et Eichhorn les tentatives pour introduire le rationalisme dans l'explication de la Bible et pour faire disparaître le surnaturel de l'histoire du peuple hébreu et de celle des origines du christianisme. Ces hardiesses ont d'ailleurs été largement dépassées ensuite par ses successeurs.
En 1839, il publia son autobiographie sous le titre Esquisses de mon éducation et de mon histoire à l'occasion de ma cinquantaine académique. Il prit sa retraite en 1845 à 84 ans, et mourut le 10 août 1851 à près de 90 ans.
On a accusé Paulus d’antisémitisme pour avoir recommandé aux juifs de s'assimiler à la culture allemande. Dans sa brochure La Séparation nationale des juifs : son origine, ses conséquences, et les moyens d’y remédier, il s’est appuyé sur le fait que les « juifs formaient une nation à part, et continueraient à le faire aussi longtemps qu'ils seraient assujettis à leur religion, dont l’intention fondamentale était de les garder dans cette situation. C’est pourquoi, dans un pays qui n'était pas leur, les juifs ne pouvaient pas réclamer plus que la simple protection de leurs vies et de leurs biens. Ils ne pouvaient certainement pas réclamer l'égalité politique. »

## Citations
« plus une vérité revendique de la force, plus elle réclame des démonstrations profondes et répétées »

## Ouvrages
- La Clef des Psaumes (Clavis über die Psalmen), (Iéna 1791, puis Heidelberg 1815) ;
- La Clef d'Isaïe ;
- Mémoriaux d'histoire et de théologie, Leipzig 1791-1796, 8 cahiers ;
- Collection des principaux voyages en Orient, (7 vol. Iéna 1792-1803) ;
- Commentaire philologico-critique et historique sur le Nouveau Testament (Philologisch-kritischer und historischer Kommentar über das Neue Testament), (4 vol. Lübeck 1800-1804), ouvrage d'une grande érudition et d'une rare indépendance ;
- Vie de Jésus comme base d'une pure histoire du christianisme primitif (Das Leben Jesu), (Heidelberg 1828), qui produisit une grande impression en Allemagne. Pour Paulus, la grandeur véritable de Jésus réside dans sa morale et dans la sainteté de sa vie. Il estime par contre que tout fait inexplicable doit être repoussé par l'historien, que l'immutabilité des lois de la nature atteste mieux que toutes les interventions surnaturelles la sagesse et la puissance de Dieu, et, enfin, que tous les prodiges ne sauraient ébranler la loi morale, ni établir la vérité d'un dogme ;
- Manuel exégétique sur les trois premiers Évangiles (Exegetisches Handbuch über die drei ersten Evangelien), (Heidelberg1830-1833, 3 vol.) ;
- Éclaircissement sur l'histoire des dogmes, de l'Église et de la religion, (Brême 1830) ;
- Les Leçons de Schelling sur la révélation (Vorlesungen Schellings über die Offenbarung), (Darmstadt 1843) ;
- Notes sur l'histoire de ma vie, (1839) .

### Traductions
- Les Trois Épîtres de Jean, traduites littéralement et expliquées (Heidelberg 1829) ;
- Épître aux Galates et aux Romains, traduites littéralement et expliquées, (Heidelberg 1831) ;
- Épître de l'apôtre Paul aux Hébreux, (Heidelberg 1833).

### Collaborations
- Sophronizon, journal historique et publiciste (1819-1829) ;
- la Fidèle Pensée (Der Denkgläubige, theologische Zeitschrift), (1825-1829) ;
- les Éclaircissements ecclésiastiques (1827).